# Dingaan Thobela
Dingaan Thobela (Soweto, Sudáfrica; 24 de septiembre de 1966 – Johannesburgo, 29 de abril de 2024) fue un boxeador profesional sudafricano campeón mundial en dos categorías diferentes.

## Carrera
Luego de terminar su carrera como boxeador aficionado con récord de 80–3, Thobela, conocido como «La Rosa de Soweto», pasó al profesionalismo en 1986 y ganó el título de la categoría de peso ligero de la WBO en 1990 al vencer a Mauricio Aceves. Luego de tres defensas exitosas, renuncia al título para enfrentar al campeón de la WBA Tony Lopez en 1993, pero perdería por decisión dividida. Un año después consigue una revancha contra Lopez, y ganaría el título por decisión. Perdería el título en su primera defensa ante Orzubek Nazarov, así como la revancha ante Nazarov en 1994. Vencería al campeón junior de peso wélter de la WBF Kenny Vice en una pelea no titular.
Thobela subiría de peso, y en 2000 enfrentaría al campeón de peso medio del WBC Glenn Catley, al cual vencería por KO en el 12.º asalto. Volvería a perder el título en su primera defensa, esta vez ante Dave Hilton Jr por una decisión dividida polémica. La derrota ante Hilton sería el inicio del fin para Thobela, que perdería las siguientes cinco peleas, incluyendo una por TKO ante Eric Lucas por el título de peso medio de la WBC en 2001 y luego perdería ante otros eventuales campeones como Mikkel Kessler y Lucian Bute.
Thobela volvería a pelear a los 40 años tras dos años de ausencia el 27 de octubre de 2006 cuando retó a Soon Botes por el título nacional semicompleto en el Wembley Indoor Arena en Johannesburgo. Él ya había vencido a Botes en 2000 por el mismo título. Thobela fue derribado por Botes en el décimo round, perdió la pelea y se retiró.

## Resultados
| No. | Resultado | Récord  | Rival                    | Tipo | Round, tiempo | Fecha                    | Ubicación                                                 | Notas                                               |
| --- | --------- | ------- | ------------------------ | ---- | ------------- | ------------------------ | --------------------------------------------------------- | --------------------------------------------------- |
| 56  | No        | 40–14–2 | Soon Botes               | RTD  | 10 (12), 3:00 | 27 de octubre de 2006    | Wembley Indoor Arena, Johannesburg, Sudáfrica             |                                                     |
| 55  | No        | 40–13–2 | Lucian Bute              | TKO  | 4 (8), 1:22   | 3 de diciembre de 2004   | Bell Centre, Montreal, Quebec, Canadá                     |                                                     |
| 54  | No        | 40–12–2 | Martin Nielsen           | UD   | 6             | 13 de diciembre de 2003  | Falkoner Center, Frederiksberg, Dinamarca                 |                                                     |
| 53  | No        | 40–11–2 | Otis Grant               | UD   | 8             | 22 de noviembre de 2003  | Bell Centre, Montreal, Quebec, Canadá                     |                                                     |
| 52  | No        | 40–10–2 | Mikkel Kessler           | UD   | 12            | 29 de noviembre de 2002  | Falkoner Center, Frederiksberg, Dinamarca                 | Por el título vacante super mediano de la IBA       |
| 51  | No        | 40–9–2  | Éric Lucas               | TKO  | 8 (12), 2:15  | 30 de noviembre de 2001  | Molson Centre, Montreal, Quebec, Canadá                   | Por el título Super Mediano de la WBC               |
| 50  | No        | 40–8–2  | Dave Hilton Jr.          | SD   | 12            | 15 de diciembre de 2000  | Molson Centre, Montreal, Quebec, Canadá                   | Perdió el Campeonato Super Mediano de la WBC        |
| 49  | Sí        | 40–7–2  | Glenn Catley             | KO   | 12 (12), 2:53 | 1 de septiembre de 2000  | Carnival City Casino, Brakpan, Sudáfrica                  | Ganó el Campeonato Super Mediano de la WBC          |
| 48  | Sí        | 39–7–2  | Soon Botes               | MD   | 12            | 19 de febrero de 2000    | Carnival City Casino, Brakpan, Sudáfrica                  | Ganó el Campeonato Sudafricano de Peso Super Medio  |
| 47  | No        | 38–7–2  | Cornelius Carr           | MD   | 12            | 31 de octubre de 1999    | David Lloyd Tennis Centre, Raynes Park, England, U.K.     | Por el título de Peso Medio de la WBF               |
| 46  | Sí        | 38–6–2  | Adrian Walter Daneff     | TKO  | 7 (12)        | 6 de marzo de 1999       | Nasrec Indoor Arena, Johannesburg, Sudáfrica              |                                                     |
| 45  | =         | 37–6–2  | Carlos Baldomir          | SD   | 12            | 28 de octubre de 1998    | Nasrec Indoor Arena, Johannesburg, Sudáfrica              | Por el título vacante de Peso Welter del WBC        |
| 44  | Sí        | 37–6–1  | Gary Murray              | TKO  | 4 (10)        | 8 de octubre de 1997     | Carousel Casino, Hammanskraal, Sudáfrica                  |                                                     |
| 43  | No        | 36–6–1  | Willy Wise               | SD   | 10            | 22 de marzo de 1997      | Wembley Indoor Arena, Johannesburg, Sudáfrica             |                                                     |
| 42  | No        | 36–5–1  | Geoff McCreesh           | KO   | 2 (8), 2:59   | 5 de noviembre de 1996   | Carousel Casino, Hammanskraal, Sudáfrica                  |                                                     |
| 41  | Sí        | 36–4–1  | Wayne Boudreaux          | KO   | 6 (10)        | 25 de junio de 1996      | Morula Sun Casino, Mabopane, Sudáfrica                    |                                                     |
| 40  | Sí        | 35–4–1  | Booker Kidd              | TKO  | 3 (10)        | 25 de junio de 1996      | Fernwood Resort, Bushkill, Pennsylvania, U.S.             |                                                     |
| 39  | Sí        | 34–4–1  | Mark McCreath            | TKO  | 9 (10)        | 25 de noviembre de 1995  | Basil Kenyon Stadium, East London, Sudáfrica              |                                                     |
| 38  | Sí        | 33–4–1  | Jaime Balboa             | KO   | 8 (10)        | 26 de septiembre de 1995 | Carousel Casino, Hammanskraal, Gauteng, Sudáfrica         |                                                     |
| 37  | Sí        | 32–4–1  | Santiago Alfonso Ahumada | TKO  | 2 (10), 1:34  | 19 de agosto de 1995     | Superbowl, Sun City, North-West, Sudáfrica                |                                                     |
| 36  | Sí        | 31–4–1  | Kenny Vice               | TKO  | 2 (10)        | 6 de mayo de 1995        | Village Green, Durban, Sudáfrica                          |                                                     |
| 35  | Sí        | 30–4–1  | Andreas Panayi           | TKO  | 2 (10)        | 11 de febrero de 1995    | Carousel Casino, Hammanskraal, Sudáfrica                  |                                                     |
| 34  | No        | 29–4–1  | Karl Taylor              | PTS  | 8             | 29 de noviembre de 1994  | Chase Leisure Centre, Cannock, England, U.K.              |                                                     |
| 33  | No        | 29–3–1  | Orzubek Nazarov          | UD   | 12            | 19 de marzo de 1994      | Carousel Casino, Hammanskraal, Sudáfrica                  | Por el Campeonato de Peso Ligero de la WBA          |
| 32  | No        | 29–2–1  | Orzubek Nazarov          | UD   | 12            | 30 de octubre de 1993    | Nasrec Indoor Arena, Johannesburg, Sudáfrica              | Perdió el título de peso ligero de la WBA           |
| 31  | Sí        | 29–1–1  | Tony Lopez               | UD   | 12            | 26 de junio de 1993      | Superbowl, Sun City, Bophuthatswana                       | Ganó el Campeonato de Peso Ligero de la WBA         |
| 30  | No        | 28–1–1  | Tony Lopez               | UD   | 12            | 12 de febrero de 1993    | ARCO Arena, Sacramento, California,, U.S.                 | Pelea por el título superligero de la WBA           |
| 29  | Sí        | 28–0–1  | Tony Foster              | PTS  | 8             | 31 de octubre de 1992    | Earls Court Exhibition Centre, Kensington, U.K.           |                                                     |
| 28  | Sí        | 27–0–1  | Peter Till               | TKO  | 9 (10)        | 15 de agosto de 1992     | Indoor Centre, Springs, Sudáfrica                         |                                                     |
| 27  | Sí        | 26–0–1  | Antonio Rivera           | UD   | 12            | 14 de septiembre de 1991 | Standard Bank Arena, Johannesburg, Sudáfrica              | Retuvo el título mundial                            |
| 26  | Sí        | 25–0–1  | Amancio Castro           | UD   | 10            | 13 de julio de 1991      | Momentum Arena, Pretoria, Sudáfrica                       |                                                     |
| 25  | Sí        | 24–0–1  | Mario Martínez           | UD   | 12            | 2 de marzo de 1991       | Exhibit Hall, San Jose, California, U.S.                  | Retuvo el título mundial                            |
| 24  | Sí        | 23–0–1  | Mauricio Aceves          | SD   | 12            | 22 de septiembre de 1990 | International Convention Center, Brownsville, Texas, U.S. | Ganó el Campeonato Mundial de Peso Ligero de la WBO |
| 23  | Sí        | 22–0–1  | Pascual Aranda           | TKO  | 4 (10)        | 23 de julio de 1990      | Longhorn Ballroom, Dallas, U.S.                           |                                                     |
| 22  | Sí        | 21–0–1  | Mauricio Aceves          | RTD  | 7 (10), 3:00  | 27 de abril de 1990      | Point Cadet Plaza, Biloxi, Mississippi, U.S.              |                                                     |
| 21  | Sí        | 20–0–1  | Felipe Orozco            | TKO  | 10 (10)       | 22 de enero de 1990      | Portuguese Hall, Johannesburg, Sudáfrica                  |                                                     |
| 20  | Sí        | 19–0–1  | Francisco Ortiz          | UD   | 10            | 5 de diciembre de 1989   | First National Bank Arena, Durban, Sudáfrica              |                                                     |
| 19  | Sí        | 18–0–1  | Francisco Alvarez        | TKO  | 9 (10)        | 21 de octubre de 1989    | San Juan, Puerto Rico                                     |                                                     |
| 18  | Sí        | 17–0–1  | Danilo Cabrera           | TKO  | 3 (10)        | 24 de julio de 1989      | Portuguese Hall, Johannesburg, Sudáfrica                  |                                                     |
| 17  | Sí        | 16–0–1  | Fred Adams               | KO   | 1 (10)        | 15 de mayo de 1989       | Portuguese Hall, Johannesburg, Sudáfrica                  |                                                     |
| 16  | Sí        | 15–0–1  | Mark Fernandez           | TKO  | 6 (10)        | 11 de marzo de 1989      | Indoor Centre, Springs, Sudáfrica                         |                                                     |
| 15  | Sí        | 14–0–1  | Daniel Londas            | MD   | 10            | 23 de enero de 1989      | Portuguese Hall, Johannesburg, Sudáfrica                  |                                                     |
| 14  | Sí        | 13–0–1  | Brian Roche              | KO   | 8 (10)        | 13 de diciembre de 1988  | West Ridge Park Tennis Stadium, Durban, Sudáfrica         |                                                     |
| 13  | Sí        | 12–0–1  | Mpisekhaya Mbaduli       | TKO  | 8 (12)        | 1 de octubre de 1988     | Centenary Hall, New Brighton, Port Elizabeth, Sudáfrica   | Ganó el Campeonato Sudafricano de Peso Pluma        |
| 12  | Sí        | 11–0–1  | Ditau Molefyane          | UD   | 10            | 10 de julio de 1988      | Don Mateman Hall, Eldorado Park, Johannesburg, Sudáfrica  |                                                     |
| 11  | Sí        | 10–0–1  | Andy DeAbreu             | TKO  | 5 (10)        | 9 de mayo de 1988        | Kenneth McArthur Oval, Potchefstroom, Sudáfrica           |                                                     |
| 10  | Sí        | 9–0–1   | Gerald Isaacs            | TKO  | 3 (10)        | 7 de marzo de 1988       | Oppenheimer Stadium, Orkney, Sudáfrica                    |                                                     |
| 9   | Sí        | 8–0–1   | Samuel Boikanyo          | TKO  | 4 (8)         | 1 de febrero de 1988     | Standard Bank Arena, Johannesburg, Sudáfrica              |                                                     |
| 8   | Sí        | 7–0–1   | Elijah Cele              | PTS  | 6             | 15 de diciembre de 1987  | West Ridge Park Tennis Stadium, Durban, Sudáfrica         |                                                     |
| 7   | Sí        | 6–0–1   | Shorne Moorcroft         | TKO  | 5 (6)         | 21 de noviembre de 1987  | Springs Indoor Centre, Springs, Sudáfrica                 |                                                     |
| 6   | Sí        | 5–0–1   | Walter Mpungose          | TKO  | 6 (6)         | 11 de julio de 1987      | Van Riebeeck Stadium, Witbank, Sudáfrica                  |                                                     |
| 5   | Sí        | 4–0–1   | George Masango           | PTS  | 4             | 8 de marzo de 1987       | Tamil Hall, Laudium, Pretoria, Sudáfrica                  |                                                     |
| 4   | =         | 3–0–1   | Peter Mpikashe           | PTS  | 4             | 15 de diciembre de 1986  | West Ridge Park Tennis Stadium, Durban, Sudáfrica         |                                                     |
| 3   | Sí        | 3–0     | David Matekane           | PTS  | 6             | 2 de noviembre de 1986   | Don Mateman Hall, Eldorado Park, Johannesburg, Sudáfrica  |                                                     |
| 2   | Sí        | 2–0     | Christian Sithebe        | TKO  | 4 (6)         | 27 de agosto de 1986     | Eldorado Park Stadium, Johannesburg, Sudáfrica            |                                                     |
| 1   | Sí        | 1–0     | Quinton Ryan             | PTS  | 4             | 28 de junio de 1986      | Eldorado Park Stadium, Johannesburg, Sudáfrica            |                                                     |